# Walk Over the Rainbow
Walk Over the Rainbow (ウォーク・オーバー・ザ・レインボー)は、SHAKALABBITSのメジャー10枚目、通算13枚目のシングルで、SONIC BANG RECORDSから2008年9月24日に発売。

## 解説
1年半ぶり、そしてレコード会社移籍第一弾のNew Single。

## 収録曲
1. Walk Over the Rainbow
作詞：UKI 作曲：MAH
2. Circadian Bird -EP Mix-
作詞：UKI 作曲：MAH

## 収録アルバム
- SHAKALABBITS (#1,2、#2は原曲)

## ジャケット
ジャケットのイラストはGiottographicaが手掛けている。
表裏にある目はUKI本人の目である。